# Kulundinsko jezero
Kulundinsko jezero (ruski: Кулундинское озероi)  je slano jezero u južnom dijelu središnje Rusije. 
Jezero se nalazi u Zapadnosibirskoj nizini, administrativno pripada Altajskom kraju. Jezero ima površinu od 728 km², nalazi se na nadmorskoj visini od 99 metara. 
Prosječna dubina jezera je od 2,5 do 3 metra, dok je najveća dubina 4 metra,
Oko jezera pruža se tipični stepski krajolik. U istočnom dijelu jezera su brojni otoci i uvale, dok se u zapadnom dijelu nalaze mnogi plićaca s rekreacijskim potencijalom. Jezero se ne smrzava zimi, temperature vode u ljetnim mjesecima je do +26 °C. Jezero sadrživi rezerve soli. Dvije rijeka Kulunda (duga 412 km) i Suetaka uljevaju se u jezero preko delti. 

## Vanjske poveznice
- Položaj jezera